# Nederlandse kampioenschappen atletiek 2008
In 2008 werden de Nederlandse kampioenschappen atletiek gehouden op 5 en 6 juli in het Olympisch Stadion (Amsterdam). De organisatie lag in handen van de Amsterdamse atletiekvereniging Phanos in samenwerking met de Atletiekunie.
Bij de editie van 2008 werden net als in 2007 op zondag de meeste finales verwerkt.
De 10.000 m voor mannen en vrouwen vond plaats op 1 mei in Gouda.
Het Nederlands kampioenschap op de marathon werd op 12 oktober gehouden in Eindhoven, tijdens de Marathon van Eindhoven 2008.

## Uitslagen

### 100 m
| rang   | atleet            | prestatie |
| ------ | ----------------- | --------- |
| Goud   | Patrick van Luijk | 10,44 s   |
| Zilver | Guus Hoogmoed     | 10,58 s   |
| Brons  | Virgil Spier      | 10,72 s   |

| rang   | atlete             | prestatie |
| ------ | ------------------ | --------- |
| Goud   | Femke van der Meij | 11,87 s   |
| Zilver | Esther Akihary     | 11,98 s   |
| Brons  | Mariska Slootweg   | 12,23 s   |

### 200 m
| rang   | atleet            | prestatie |
| ------ | ----------------- | --------- |
| Goud   | Patrick van Luijk | 20,76 s   |
| Zilver | Guus Hoogmoed     | 20,92 s   |
| Brons  | Jerrel Feller     | 21,12 s   |

| rang   | atlete         | prestatie |
| ------ | -------------- | --------- |
| Goud   | Esther Akihary | 24,32 s   |
| Zilver | Jolanda Keizer | 24,61 s   |
| Brons  | Naomi Derks    | 24,87 s   |

### 400 m
| rang   | atleet               | prestatie |
| ------ | -------------------- | --------- |
| Goud   | Youssef el Rhalfioui | 46,74 s   |
| Zilver | Obed Martis          | 47,62 s   |
| Brons  | Waldy Lindeborg      | 47,78 s   |

| rang   | atlete             | prestatie |
| ------ | ------------------ | --------- |
| Goud   | Annemarie Schulte  | 53,20 s   |
| Zilver | Judith Baarssen    | 54,97 s   |
| Brons  | Esmeralda Adriaans | 54,97 s   |

### 800 m
| rang   | atleet            | prestatie |
| ------ | ----------------- | --------- |
| Goud   | Robert Lathouwers | 1.52,08   |
| Zilver | Hugo de Haan      | 1.52,79   |
| Brons  | Sjors Kampen      | 1.52,83   |

| rang   | atlete            | prestatie |
| ------ | ----------------- | --------- |
| Goud   | Yvonne Hak        | 2.03,13   |
| Zilver | José van der Veen | 2.06,09   |
| Brons  | Juanee Cilliers   | 2.07,04   |

### 1500 m
| rang   | atleet               | prestatie |
| ------ | -------------------- | --------- |
| Goud   | René Stokvis         | 3.53,19   |
| Zilver | Rob Detert Oude Weme | 3.53,48   |
| Brons  | Sybren Mulder        | 3.54,46   |

| rang   | atlete            | prestatie |
| ------ | ----------------- | --------- |
| Goud   | Marije te Raa     | 4.19,10   |
| Zilver | Anne van den Hurk | 4.20,10   |
| Brons  | Lesley van Miert  | 4.20,74   |

### 5000 m
| rang   | atleet           | prestatie |
| ------ | ---------------- | --------- |
| Goud   | Sander Schutgens | 14.17,39  |
| Zilver | Gert-Jan Wassink | 14.18,58  |
| Brons  | Marco Gielen     | 14.23,73  |

| rang   | atlete            | prestatie |
| ------ | ----------------- | --------- |
| Goud   | Ilse Pol          | 16.49,20  |
| Zilver | Margriet Berkhout | 17.02,01  |
| Brons  | Saskia van Vugt   | 17.10,24  |

### 10.000 m[1]
| rang   | atleet             | prestatie |
| ------ | ------------------ | --------- |
| Goud   | Patrick Stitzinger | 29.20,28  |
| Zilver | Greg van Hest      | 29.21,81  |
| Brons  | Ronald Schröer     | 29.58,65  |

| rang   | atlete              | prestatie |
| ------ | ------------------- | --------- |
| Goud   | Saskia van Vught    | 35.24,46  |
| Zilver | Christina Bus Holth | 35.25,88  |
| Brons  | Marisa Hopmans      | 35.54,55  |

### 110 m horden/100 m horden
| rang   | atleet                | prestatie |
| ------ | --------------------- | --------- |
| Goud   | Marcel van der Westen | 13,52 s   |
| Zilver | Gregory Sedoc         | 13,60 s   |
| Brons  | Purcy Marte           | 14,13 s   |

| rang   | atlete             | prestatie |
| ------ | ------------------ | --------- |
| Goud   | Femke van der Meij | 13,40 s   |
| Zilver | Yvonne Wisse       | 13,53 s   |
| Brons  | Laurien Hoos       | 13,80 s   |

### 400 m horden
| rang   | atleet           | prestatie |
| ------ | ---------------- | --------- |
| Goud   | Thomas Kortbeek  | 50,16 s   |
| Zilver | Vincent Kerssies | 50,50 s   |
| Brons  | Quinten Stern    | 51,08 s   |

| rang   | atlete            | prestatie |
| ------ | ----------------- | --------- |
| Goud   | Marjolein de Jong | 55,86 s   |
| Zilver | Tamara Ruben      | 59,07 s   |
| Brons  | Marlies Manders   | 60,18 s   |

### 3000 m steeple
| rang   | atleet           | prestatie |
| ------ | ---------------- | --------- |
| Goud   | Simon Vroemen    | 8.26,12   |
| Zilver | Iain Murdoch     | 9.04,49   |
| Brons  | Olfert Molenhuis | 9.12,36   |

| rang   | atlete             | prestatie |
| ------ | ------------------ | --------- |
| Goud   | Jolanda Verstraten | 10.12,75  |
| Zilver | Andrea Deelstra    | 11.04,05  |
| Brons  | Christine Bosch    | 11.24,79  |

### Verspringen
| rang   | atleet              | prestatie |
| ------ | ------------------- | --------- |
| Goud   | Rogier van den Berg | 7,39 m    |
| Zilver | Ingmar Vos          | 7,17 m    |
| Brons  | Jarno Beuving       | 7,15 m    |

| rang   | atlete             | prestatie |
| ------ | ------------------ | --------- |
| Goud   | Brenda Baar        | 6,16 m    |
| Zilver | Jolanda Keizer     | 6,03 m    |
| Brons  | Valentine Kortbeek | 5,80 m    |

### Hink-stap-springen
| rang   | atleet            | prestatie |
| ------ | ----------------- | --------- |
| Goud   | Fabian Florant    | 15,66 m   |
| Zilver | David van Hetten  | 15,07 m   |
| Brons  | Lennart Teunissen | 14,60 m   |

| rang   | atlete            | prestatie |
| ------ | ----------------- | --------- |
| Goud   | Brenda Baar       | 12,87 m   |
| Zilver | Janneke Hulshof   | 12,05 m   |
| Brons  | Meruska m Eduarda | 11,96 m   |

### Hoogspringen
| rang   | atleet           | prestatie |
| ------ | ---------------- | --------- |
| Goud   | Jan Peter Larsen | 2,21 m    |
| Zilver | Martijn Nuijens  | 2,19 m    |
| Brons  | Wilbert Pennings | 2,16 m    |

| rang   | atlete          | prestatie |
| ------ | --------------- | --------- |
| Goud   | Sietske Noorman | 1,79 m    |
| Zilver | Yvonne Wisse    | 1,76 m    |
| Brons  | Remona Fransen  | 1,73 m    |

### Polsstokhoogspringen
| rang   | atleet             | prestatie |
| ------ | ------------------ | --------- |
| Goud   | Rens Blom          | 5,47 m    |
| Zilver | Christian Tamminga | 5,42 m    |
| Brons  | Laurens Looije     | 5,32 m    |

| rang   | atlete              | prestatie |
| ------ | ------------------- | --------- |
| Goud   | Rianna Galiart      | 4,16 m    |
| Zilver | Sandra van der Geer | 3,81 m    |
| Brons  | Yvette Caldenhove   | 3,71 m    |

### Kogelstoten
| rang   | atleet              | prestatie |
| ------ | ------------------- | --------- |
| Goud   | Rutger Smith        | 20,80 m   |
| Zilver | Erik van Vreumingen | 18,69 m   |
| Brons  | Eddy Cardol         | 17,89 m   |

| rang   | atlete            | prestatie |
| ------ | ----------------- | --------- |
| Goud   | Denise Kemkers    | 16,61 m   |
| Zilver | Melissa Boekelman | 16,38 m   |
| Brons  | Laurien Hoos      | 15,17 m   |

### Discuswerpen
| rang   | atleet            | prestatie |
| ------ | ----------------- | --------- |
| Goud   | Rutger Smith      | 63,39 m   |
| Zilver | Erik Cadée        | 59,87 m   |
| Brons  | Mike van der Bilt | 58,30 m   |

| rang   | atlete            | prestatie |
| ------ | ----------------- | --------- |
| Goud   | Monique Jansen    | 57,89 m   |
| Zilver | Loes Verlaak      | 51,54 m   |
| Brons  | Melissa Boekelman | 50,03 m   |

### Speerwerpen
| rang   | atleet           | prestatie |
| ------ | ---------------- | --------- |
| Goud   | Bjorn Blommerde  | 70,31 m   |
| Zilver | Elliott Thijssen | 69,89 m   |
| Brons  | Daan Meyer       | 69,24 m   |

| rang   | atlete          | prestatie |
| ------ | --------------- | --------- |
| Goud   | Bregje Crolla   | 53,12 m   |
| Zilver | Evelien Dekkers | 45,82 m   |
| Brons  | Jisca Docters   | 43,72 m   |

### Kogelslingeren
| rang   | atleet          | prestatie |
| ------ | --------------- | --------- |
| Goud   | Ronald Gram     | 67,91 m   |
| Zilver | Vincent Onos    | 65,48 m   |
| Brons  | Maarten Persoon | 57,08 m   |

| rang   | atlete               | prestatie |
| ------ | -------------------- | --------- |
| Goud   | Maaike Schetters     | 57,52 m   |
| Zilver | Gonny Mik            | 50,90 m   |
| Brons  | Nicky van der Schilt | 50,89 m   |

1904 · 
1908 · 
1909 · 
1910 · 
1911 · 
1912 · 
1913 · 
1914 · 
1915 · 
1917 · 
1918 · 
1919 · 
1920 · 
1921 · 
1922 · 
1923 · 
1924 · 
1925 · 
1926 · 
1927 · 
1928 · 
1929 · 
1930 · 
1931 · 
1932 · 
1933 · 
1934 · 
1935 · 
1936 · 
1937 · 
1938 · 
1939 · 
1940 · 
1941 · 
1942 · 
1943 · 
1944 · 
1946 · 
1947 · 
1948 · 
1949 · 
1950 · 
1951 · 
1952 · 
1953 · 
1954 · 
1955 · 
1956 · 
1957 · 
1958 · 
1959 · 
1960 · 
1961 · 
1962 · 
1963 · 
1964 · 
1965 · 
1966 · 
1967 · 
1968 · 
1969 · 
1970 · 
1971 · 
1972 · 
1973 · 
1974 · 
1975 · 
1976 · 
1977 · 
1978 · 
1979 · 
1980 · 
1981 · 
1982 · 
1983 · 
1984 · 
1985 · 
1986 · 
1987 · 
1988 · 
1989 · 
1990 · 
1991 · 
1992 · 
1993 · 
1994 · 
1995 · 
1996 · 
1997 · 
1998 · 
1999 · 
2000 · 
2001 · 
2002 · 
2003 · 
2004 · 
2005 · 
2006 · 
2007 · 
2008 · 
2009 · 
2010 · 
2011 · 
2012 · 
2013 · 
2014 · 
2015 · 
2016 ·
2017 ·
2018 ·
2019 ·
2020 ·
2021 ·
2022 ·
2023 ·
2024 ·
2025